# Cannet
Cannet is een plaats en voormalige gemeente in het Franse departement Gers in de regio Occitanie en telt 56 inwoners (2009). De plaats maakt deel uit van het arrondissement Dinan.

## Geschiedenis
De gemeente Cannet is op 1 januari 2019 opgeheven en toegevoegd aan de gemeente Riscle. 

## Geografie
De oppervlakte van Cannet bedraagt 4,81 vierkante kilometer; Op 1 januari 2018 was de bevolkingsdichtheid 11,2 inwoners per km².
De onderstaande kaart toont de ligging van Cannet met de belangrijkste infrastructuur en aangrenzende gemeenten.

## Demografie
Onderstaande figuur toont het verloop van het inwonertal.